# Manuel José Hurtado (prócer)
Manuel José Hurtado (fallecido en 1844) fue un prócer y diplomático colombiano, y además redactor principal y uno de los firmantes del Acta de Independencia de Panamá, el 28 de noviembre de 1821.

## Biografía
Nació en Popayán pero de joven se trasladó al istmo de Panamá. El 16 de marzo de 1820 se casó con María del Carmen Díaz Campo. Fue padre del educador que tuvo el mismo nombre, quien es considerado padre de la educación en Panamá.
Tras la emancipación, fue nombrado Ministro Plenipotenciario de Colombia ante las cortes europeas en 1824 en sustitucion de José Rafael Revenga, siendo sus secretarios Lino de Pombo y Andrés Bello. Ante la continua penetracion de colonos ingleses en la Guayana Hurtado presentó oficialmente al Foreign Office de Londres el reclamo sobre la frontera en el río Esequibo, lo cual no fue objetado por Gran Bretaña. El 1 de enero de 1825 la república de la Gran Colombia fue reconocida formalmente por el Reino Unido siendo Hurtado el primer embajador latinoamericano en ser reconocido por un estado europeo. Inauguró la Sociedad Agrícola de Colombia en Londres empresa autorizada para fomentar la inmigración  de campesinos  dispuestos a cultivar en concesión tierras baldías en un tiempo previsto. Posteriormente en 1828 regresó al istmo y en 1834 fue nombrado gobernador de la provincia de Panamá. Durante su mandato ocurrió el «caso Russell», que casi ocasionó una guerra entre Colombia y el Reino Unido. En 1836, luego de traspasar el cargo de gobernador a Pedro de Obarrio, nuevamente se mudó a Europa junto con su hijo.
También desempeñó como magistrado de la Corte. El 1 de diciembre fecha de  su nacimiento se celebra el Día del Maestro en Panamá. 
Su hijo, del mismo nombre fue un destacado educador y desde 1959 la Orden Manuel José Hurtado es el máximo galardón al que pueden aspirar los educadores en Panamá.